# Sir Duke
Sir Duke is een song gecomponeerd en uitgevoerd door Stevie Wonder. Hij zong het voor het eerst op zijn album "Songs in the Key of Life" uit 1976. Het nummer werd op single uitgebracht en werd een hit in Amerika, waar het de eerste plaats in de Billboard Hot 100 haalde, alsook de eerste plaats in de Black Singles Chart. In Engeland haalde het de tweede plaats. Het kreeg in 1977 ook een Grammy Award in de categorie Best Male Pop Performance.
De song was een ode aan orkestleider en componist Duke Ellington ('Sir Duke'), maar de tekst verwijst ook naar andere jazz-grootheden: Ella Fitzgerald, Count Basie , Glenn Miller en Louis Armstrong. Ellington had een grote invloed op Stevie Wonder. Toen de bandleider in 1974 overleed, wilde hij een lied schrijven waarin hij musici eert die hem beïnvloed hadden. Later zou hij ook een ode brengen met "Master Blaster" (opgedragen aan Bob Marley).
Het nummer combineert funk met pop en jazz. Het opent in funkstijl met twee trompetten, een altsaxofoon en een tenorsaxofoon.
De artiesten die in het nummer speelden, waren Raymond Punds, Nathan Watts, Michael Sembello, Ben Bridges, Hank Redd, Trevor Laurence, Raymond Maldonado en Steve Madaio.
In 1995 nam Wonder het opnieuw op: het kwam uit op de live-plaat "Natural Wonder".

## NPO Radio 2 Top 2000
| Nummer met noteringen in de NPO Radio 2 Top 2000 | '99 | '00 | '01 | '02  | '03  | '04  | '05  | '06  | '07  | '08  | '09  | '10  | '11 | '12  | '13  | '14  | '15  | '16  | '17  | '18  | '19  | '20  | '21  | '22  | '23  | '24  |
| ------------------------------------------------ | --- | --- | --- | ---- | ---- | ---- | ---- | ---- | ---- | ---- | ---- | ---- | --- | ---- | ---- | ---- | ---- | ---- | ---- | ---- | ---- | ---- | ---- | ---- | ---- | ---- |
| Sir Duke                                         | 968 | 893 | 962 | 1323 | 1251 | 1256 | 1278 | 1198 | 1526 | 1286 | 1145 | 1058 | 922 | 1163 | 1039 | 1156 | 1277 | 1176 | 1393 | 1393 | 1402 | 1447 | 1427 | 1473 | 1623 | 1642 |

1. ↑  Een vetgedrukt getal geeft de hoogste notering aan.

## Coverversies
- Saxofonist Najee nam het in 1995 op op een plaat met Wonder-songs.
- De pop-rock-band Two Guy Trio kwam in 2002 met een versie op hun "You Rock 'n' Roll Birthday".